# Atomaria palmi
Atomaria palmi is een keversoort uit de familie harige schimmelkevers (Cryptophagidae). De wetenschappelijke naam van de soort werd in 1975 gepubliceerd door Johnson.